# VfB Fichte Bielefeld

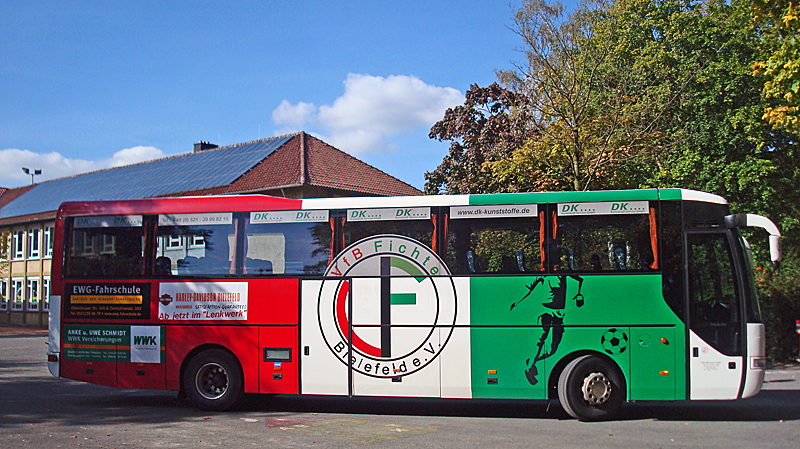
Spelersbus

VfB Fichte Bielefeld is een Duitse voetbalclub uit de stad Bielefeld. De club ontstond op 1 juli 1999 door een fusie tussen VfB 03 Bielefeld en SpVgg Fichte Bielefeld 06/07.

## Geschiedenis
De fusieclub startte in de Verbandsliga, toen de vijfde klasse en werd na twee seizoenen kampioen waardoor ze naar de Oberliga Westfalen promoveerden. De eerste jaren deed de club het behoorlijk en in 2004 kwam de club erg dicht bij een promotie nadat ze het hele seizoen op de derde plaats stonden, maar door een nederlaag tegen het tweede elftal van vroegere aartsrivaal Arminia Bielefeld eindigde de club vierde. In 2006 degradeerde de club. VfB eindigde op de achtste plaats in de competitie, maar nadat de hoofdsponsor zich terugtrok besloot de club vrijwillig te degraderen naar de Landesliga. In 2008 bereikte de club wel de finale van de Westfalenpokal, die ze met 0:3 verloren van SC Preußen Münster. Hierdoor plaatste de club zich voor de eerste ronde van de DFB-Pokal, waar ze Bundesligaclub Borussia Mönchengladbach voorgeschoteld kregen, Gladbach liet geen spaander heel van de club en won met 1:8. In 2009 promoveerde de club naar de Westfalenliga en speelde daar twee seizoenen. In 2013 promoveerde de club opnieuw. Na drie seizoenen volgde opnieuw een degradatie. In 2017 promoveerde de club weer, maar kon het behoud niet verzekeren. In 2019 mag de club een nieuwe poging wagen.